# Slangentandvleerhond
De slangentandvleerhond (Casinycteris ophiodon)  is een zoogdier uit de familie van de vleerhonden (Pteropodidae). De wetenschappelijke naam van de soort werd voor het eerst geldig gepubliceerd door Pohle in 1943.

## Voorkomen
De soort komt voor in Liberia, Ghana, Kameroen en Congo-Brazzaville.